# Cairell mac Fiachnai
Cairell mac Fiachnai (mort en 819) est un roi d'Ulaid issu du Dal Fiatach. Il est le fils de
Fiachnae mac Áedo Róin (mort en 789), un précédent souverain. Il règne de
810 à 819.

## Biographie
En 809, Cairell conteste le pouvoir royal de son frère Eochaid mac Fiachnai et le défait lors d'un combat. Cet révolte survient après que l'Ard ri Áed Oirdnide mac Neill ait fait campagne contre l'Ulaid et ravagé la région entre le Bann et Strangford Lough. Selon les chroniques d'Irlande, Eochaid réussit à s'échapper du champ de bataille et les historiens estiment qu'il meurt vers 810. Cairell ne s'empare de la royauté qu'alors. En 819 Muiredach mac Eochada (mort en 839) obtient sa revanche, il venge son père en battant et tuant Cairell lors d'une escarmouche en 819.
Les raids Viking commencent en Irlande à cette époque avec l'attaque d'une île au large de la côte nord de l'Ulaid en  795 et en 811 les annales relèvent le massacre d'un groupe d'assaillants par les Ulaid. Les descendants de Cairell ne détiendront pas la royauté sur Ulaid qui au contraire sera contrôlée par les descendants de son frère Eochaid. Toutefois, ses propres descendants joueront un rôle éminent dans le centre monastique royal de Downpatrick.

## Sources
- Annales d'Ulster sur  sur University College Cork
- Annales de Tigernach sur  sur University College Cork
- Annales fragmentaires d'Irlande sur CELT: Corpus of Electronic Texts sur University College Cork
- (en) Byrne, Francis John (2001), Irish Kings and High-Kings, Dublin: Four Courts Press,  (ISBN 978-1-85182-196-9)
- (en) Charles-Edwards, T. M. (2000), Early Christian Ireland, Cambridge: Cambridge University Press,  (ISBN 0-521-36395-0)
- (en) Mac Niocaill, Gearoid (1972), Ireland before the Vikings, Dublin: Gill and Macmillan
- (en) Dáibhí Ó Cróinín (2005), A New History of Ireland, Volume One, Oxford: Oxford University Press